# Falkasjön, Närke
Falkasjön är en sjö i Örebro kommun i Närke och ingår i Norrströms huvudavrinningsområde. Sjön är 14 meter djup, har en yta på 0,223 kvadratkilometer och är belägen 203,6 meter över havet. Falkasjön ligger i Ånnaboda Natura 2000-område. Sjön avvattnas av vattendraget Garphytteån.

## Delavrinningsområde
Falkasjön ingår i det delavrinningsområde (657997-144863) som SMHI kallar för Utloppet av Falkasjön. Medelhöjden är 223 meter över havet och ytan är 2,74 kvadratkilometer. Räknas de 4 avrinningsområdena uppströms in blir den ackumulerade arean 15,09 kvadratkilometer. Garphytteån som avvattnar avrinningsområdet har biflödesordning 2, vilket innebär att vattnet flödar genom totalt 2 vattendrag innan det når havet efter 253 kilometer. Avrinningsområdet består mestadels av skog (69 procent) och jordbruk (12 procent). Avrinningsområdet har 1,73 kvadratkilometer vattenytor vilket ger det en sjöprocent på 3,1 procent. Bebyggelsen i området täcker en yta av 2,25 kvadratkilometer eller 4 procent av avrinningsområdet.